# Pararistolochia triactina
Pararistolochia triactina là một loài thực vật có hoa trong họ Aristolochiaceae. Loài này được (Hook.f.) Hutch. & Dalziel mô tả khoa học đầu tiên năm 1927.